# Släggkastning för damer i friidrott vid olympiska sommarspelen 2008
Damernas släggkastning vid olympiska sommarspelen 2008 ägde rum 18 och 20 augusti i Pekings Nationalstadion. 

## Medaljörer
| Event         | Guld                    | Guld         | Silver            | Silver  | Brons             | Brons   |
| Släggkastning | Aksana Miankova Belarus | 76,31 m (OR) | Yipsi Moreno Kuba | 75,20 m | Zhang Wenxiu Kina | 74,32 m |

## Kvalificering
Längder för att kvalificera sig till OS var 69,50 m (A-kvalgräns) och 67,00 m (B-kvalgräns).

## Rekord
Före tävlingarna gällde dessa rekord:
| Världsrekord     | Tatjana Lysenko | 77,80 m | Tallinn, Estland | 15 augusti 2006 |
| Olympiskt rekord | Olga Kuzenkova  | 75,02 m | Aten, Grekland   | 25 augusti 2004 |

## Resultat

### Kval
| Placering | Grupp | Idrottare                 | Nationalitet        | 1     | 2     | 3     | Resultat | Noteringar |
| --------- | ----- | ------------------------- | ------------------- | ----- | ----- | ----- | -------- | ---------- |
| 1         | A     | Yipsi Moreno              | Kuba                | 71.31 | x     | 73.92 | 73.92    | Q          |
| 2         | B     | Zhang Wenxiu              | Kina                | 73.36 |       |       | 73.36    | Q          |
| 3         | A     | Martina Danišová-Hrašnová | Slovakien           | 70.03 | x     | 72.87 | 72.87    | Q          |
| 4         | B     | Manuela Montebrun         | Frankrike           | 69.80 | 69.86 | 72.81 | 72.81    | Q          |
| 5         | B     | Clarissa Claretti         | Italien             | 67.15 | 71.82 |       | 71.82    | Q          |
| 6         | A     | Anita Włodarczyk          | Polen               | 71.76 |       |       | 71.76    | Q          |
| 7         | A     | Betty Heidler             | Tyskland            | 66.28 | 71.51 |       | 71.51    | Q          |
| 8         | A     | Darija Ptjelnik           | Belarus             | 69.43 | 71.30 | 69.24 | 71.30    | q          |
| 9         | B     | Jelena Prijma             | Ryssland            | 70.69 | 69.79 | 65.64 | 70.69    | q          |
| 10        | B     | Kamila Skolimowska        | Polen               | 65.97 | 69.79 | 67.01 | 69.79    | q          |
| 11        | B     | Aksana Miankova           | Belarus             | 62.95 | 65.55 | 69.77 | 69.77    | q          |
| 12        | A     | Stiliani Papadopoulou     | Grekland            | 66.68 | 69.36 | 69.29 | 69.36    | q          |
| 13        | A     | Marjia Smaliatjkova       | Belarus             | x     | 69.22 | x     | 69.22    |            |
| 14        | A     | Stéphanie Falzon          | Frankrike           | x     | 68.93 | x     | 68.93    |            |
| 15        | B     | Arasay Thondike           | Kuba                | x     | 66.68 | 68.74 | 68.74    |            |
| 16        | A     | Ivana Brkljačić           | Kroatien            | 66.54 | x     | 68.38 | 68.38    |            |
| 17        | B     | Sviatlana Sudak-Torun     | Turkiet             | 68.22 | 67.36 | 67.18 | 68.22    |            |
| 18        | A     | Bianca Perie              | Rumänien            | 68.21 | 66.29 | x     | 68.21    |            |
| 19        | A     | Irina Novozjylova         | Ukraina             | 67.36 | x     | 68.11 | 68.11    |            |
| 20        | A     | Anna Bulgakova            | Ryssland            | x     | 68.04 | x     | 68.04    |            |
| 21        | B     | Amber Campbell            | USA                 | 67.86 | x     | x     | 67.86    |            |
| 22        | A     | Jelena Konevtseva         | Ryssland            | 66.81 | 67.83 | x     | 67.83    |            |
| 23        | B     | Eileen O'Keeffe           | Irland              | 62.53 | 62.05 | 67.66 | 67.66    |            |
| 24        | B     | Kathrin Klaas             | Tyskland            | 66.39 | 67.54 | 66.95 | 67.54    |            |
| 25        | B     | Irina Sekatjova           | Ukraina             | 62.83 | x     | 67.47 | 67.47    |            |
| 26        | B     | Lenka Ledvinová           | Tjeckien            | 65.98 | 65.23 | 67.17 | 67.17    |            |
| 27        | A     | Inna Sajenko              | Ukraina             | x     | 66.92 | x     | 66.92    |            |
| 28        | B     | Alexandra Papageorgiou    | Grekland            | 66.72 | 65.73 | x     | 66.72    |            |
| 29        | B     | Jennifer Dahlgren         | Argentina           | 58.60 | x     | 66.35 | 66.35    |            |
| 30        | A     | Merja Korpela             | Finland             | 62.70 | 65.76 | 66.29 | 66.29    |            |
| 31        | B     | Yunaika Crawford          | Kuba                | 66.16 | 65.00 | 64.08 | 66.16    |            |
| 32        | A     | Wang Zheng                | Kina                | 65.64 | 61.36 | x     | 65.64    |            |
| 33        | A     | Sultana Frizell           | Kanada              | x     | 60.43 | 65.44 | 65.44    |            |
| 34        | A     | Éva Orbán                 | Ungern              | 65.12 | x     | 65.41 | 65.41    |            |
| 35        | A     | Zoe Derham                | Storbritannien      | 64.74 | 64.61 | 64.57 | 64.74    |            |
| 36        | B     | Johana Moreno             | Colombia            | x     | 64.31 | 64.66 | 64.66    |            |
| 37        | A     | Zalina Marghieva          | Moldavien           | x     | 64.20 | x     | 64.20    |            |
| 38        | B     | Małgorzata Zadura         | Polen               | 63.35 | 64.13 | x     | 64.13    |            |
| 39        | A     | Loree Smith               | USA                 | 62.25 | 62.33 | 63.60 | 63.60    |            |
| 40        | B     | Candice Scott             | Trinidad och Tobago | 63.03 | 62.53 | x     | 63.03    |            |
| 41        | B     | Berta Castells            | Spanien             | 62.44 | 61.76 | x     | 62.44    |            |
| 42        | A     | Silvia Salis              | Italien             | x     | x     | 62.28 | 62.28    |            |
| 43        | B     | Marina Marghiev           | Moldavien           | 61.03 | x     | 62.12 | 62.12    |            |
| 44        | B     | Paraskevi Theodorou       | Cypern              | x     | 61.00 | x     | 61.00    |            |
| 45        | B     | Sanja Gavrilovic          | Kroatien            | 60.55 | 60.37 | 60.36 | 60.55    |            |
| 46        | A     | Vânia Silva               | Portugal            | x     | 58.10 | 59.42 | 59.42    |            |
| 47        | A     | Galina Mitjaeva           | Tadzjikistan        | x     | 48.59 | 51.38 | 51.38    |            |
| 99        | A     | Jessica Cosby             | USA                 | x     | x     | x     | NM       |            |
| 99        | B     | Amélie Perrin             | Frankrike           | x     | x     | x     | NM       |            |
| 99        | B     | Georgina Tóth             | Kamerun             | x     | x     | x     | NM       |            |

### Final
20 augusti 2008 - 19:20
| Placering | Idrottare                 | Nationalitet | 1     | 2     | 3     | 4     | 5     | 6     | Resultat | Noteringar |
| --------- | ------------------------- | ------------ | ----- | ----- | ----- | ----- | ----- | ----- | -------- | ---------- |
| 1         | Aksana Miankova           | Belarus      | 74.40 | x     | 72.23 | x     | 76.34 | 51.72 | 76.34    | OR         |
| 2         | Yipsi Moreno              | Kuba         | x     | 73.95 | 72.61 | x     | 74.70 | 75.20 | 75.20    |            |
| 3         | Zhang Wenxiu              | Kina         | 74.00 | 74.32 | 73.40 | 73.50 | 70.75 | 73.53 | 74.32    | SB         |
| 4         | Darija Ptjelnik           | Belarus      | 69.10 | 72.46 | 72.82 | 71.00 | 72.83 | 73.65 | 73.65    |            |
| 5         | Manuela Montebrun         | Frankrike    | 67.63 | 70.55 | 70.01 | 72.54 | 71.92 | 70.63 | 72.54    |            |
| 6         | Anita Włodarczyk          | Polen        | 69.39 | x     | 71.56 | 70.86 | x     | x     | 71.56    |            |
| 7         | Clarissa Claretti         | Italien      | x     | 71.33 | x     | x     | x     | x     | 71.33    |            |
| 8         | Martina Danišová-Hrašnová | Slovakien    | 68.28 | x     | 71.00 | x     | 70.19 | x     | 71.00    |            |
|           |                           |              |       |       |       |       |       |       |          |            |
| 9         | Betty Heidler             | Tyskland     | x     | x     | 70.06 |       |       |       | 70.06    |            |
| 10        | Jelena Prijma             | Ryssland     | 68.19 | 69.72 | 67.33 |       |       |       | 69.72    |            |
| 11        | Stilianí Papadopoúlou     | Grekland     | x     | x     | 64.97 |       |       |       | 64.97    |            |
| 99        | Kamila Skolimowska        | Polen        | x     | x     | x     |       |       |       | NM       |            |

 VR - Världsrekord / =SB - Tangerat säsongsbästa / PB - Personbästa / SB - Säsongsbästa